# Bulbophyllum echinochilum
Bulbophyllum echinochilum là một loài phong lan thuộc chi Bulbophyllum.